# John Amdisen
John Amdisen  (ur. 8 lipca 1934  – zm. 14 stycznia 1997) – duński piłkarz grający podczas kariery na pozycji obrońcy.

## Kariera klubowa
Całą karierę piłkarską John Amdisen spędził w klubie Aarhus GF. Z AGF czterokrotnie zdobył mistrzostwo Danii w 1955, 1956, 1957, 1960 oraz pięciokrotnie Puchar Danii w 1955, 1957, 1960, 1961 i 1965.

## Kariera reprezentacyjna
W reprezentacji Danii Amdisen zadebiutował 13 marca 1955 w zremisowanym 1-1 towarzyskim meczu z Holandią. Ostatni raz w reprezentacji wystąpił 28 maja 1961 w zremisowanym 1-1 towarzyskim meczu z NRD. Trzy lata po swoim ostatnim meczu w reprezentacji został powołany na turniej finałowy Pucharu Narodów Europy, na którym Dania zajęła ostatnie, czwarte miejsce.
| Mecze i gole w reprezentacji | Mecze i gole w reprezentacji | Mecze i gole w reprezentacji | Mecze i gole w reprezentacji | Mecze i gole w reprezentacji | Mecze i gole w reprezentacji | Mecze i gole w reprezentacji |
| #                            | Data                         | Miasto                       | Przeciwnik                   | Gol                          | Wynik                        | Rozgrywki                    |
| ---------------------------- | ---------------------------- | ---------------------------- | ---------------------------- | ---------------------------- | ---------------------------- | ---------------------------- |
| 1.                           | 13.03.1955                   | Amsterdam                    | Holandia                     |                              | 1:1                          | towarzyski                   |
| 2.                           | 19.06.1955                   | Kopenhaga                    | Finlandia                    |                              | 2:1                          | Mistrzostwa Nordyckie        |
| 3.                           | 03.07.1955                   | Reykjavík                    | Islandia                     |                              | 4:0                          | towarzyski                   |
| 4.                           | 11.09.1955                   | Oslo                         | Norwegia                     |                              | 1:1                          | Mistrzostwa Nordyckie        |
| 5.                           | 15.05.1957                   | Kopenhaga                    | Anglia                       |                              | 1:4                          | towarzyski                   |
| 6.                           | 26.05.1957                   | Kopenhaga                    | Bułgaria                     |                              | 1:1                          | el. MŚ                       |
| 7.                           | 18.06.1957                   | Helsinki                     | Finlandia                    |                              | 0:2                          | Turniej 50-lecia             |
| 8.                           | 19.06.1957                   | Tampere                      | Norwegia                     |                              | 2:0                          | Turniej 50-lecia             |
| 9.                           | 28.05.1961                   | Kopenhaga                    | NRD                          |                              | 1:1                          | towarzyski                   |